# Pop-Rock Fesztivál ’93
A Pop-Rock Fesztivál ’93 (szponzorálási okból: MITAX–ORGAN Pop-Rock Fesztivál ’93)  egy könnyűzenei dalverseny volt, amely a Rákóczi Kiadó és a TV2 rendezésében került sorra.
A dalverseny 1991. február 6. és március 6. között került megrendezésre. A három elődöntőt a Magyar Televízió 4-es stúdiójában, a döntőt Budapest Kongresszusi Központban tartották meg.
A két műsorvezető Bárdos András és Czuczor Kinga volt.
A fesztivál első díját Besenyő Blues Band nyerte el Szivatódal című dalával.

## Elődöntők
Döntőbe jutott

### 1. elődöntő (február 6.)
| Előadó         | Dal              |
| -------------- | ---------------- |
| Auguszt Bárió  |                  |
| Árkádok        |                  |
| Bódis András   | Vigyél magaddal  |
| Csutka         |                  |
| Down Beat      |                  |
| Géczi Erika    |                  |
| Premier        |                  |
| Sipos F. Tamás | Nincs magyarázat |
| Sugár Berci    | Az első szerelem |
| Szya           | Hm, de ciki      |

### 2. elődöntő (február 13.)
| Előadó                                     | Dal                   |
| ------------------------------------------ | --------------------- |
| Besenyő Blues Band                         | Szivatódal            |
| Bognár Zsolt                               |                       |
| Füre lépni tilos                           | A bevetés előtt       |
| KGB                                        | Őrült nyár            |
| 3/4 12                                     |                       |
| Satyi és a Csókállók (Révi Sándor "Sunny") | A szerelem történelem |
| Szűcs Judith                               | Mindennap elhagytál   |
| Madame                                     | Bakter-blues          |
| Mercédesz Band                             |                       |
| Végvári Ádám                               | Balatoni emlék        |

### 3. elődöntő (február 20.)
| Előadó        | Dal                  |
| ------------- | -------------------- |
| Atlanta       |                      |
| Delhusa Gjon  | Túl vakmerő          |
| Dessert       | Nagy csalódás        |
| Déja Vu       | Pas, je ne sais pas  |
| Flash         |                      |
| Kabinet Rt.   | Szerelembolt         |
| Ladánybene 27 | Szedegetem           |
| Mathilda      | Éjfél után           |
| Pa-dö-dő      | Költözködni jó       |
| Szeánsz       | Ki vagy a mennyekben |

A tartalékelőadók Mester Tamás és a Panama együttes voltak.

## Döntő (március 6.)
Győztes |       2. helyezett |       3. helyezett
| #   | Előadó                                     | Dal címe              |
| --- | ------------------------------------------ | --------------------- |
| 1.  | Besenyő Blues Band                         | Szivatódal            |
| 2.  | Bódis András                               | Vigyél magaddal       |
| 3.  | Déja Vu                                    | Pas, je ne sais pas   |
| 4.  | KGB                                        | Őrült nyár            |
| 5.  | Ladánybene 27                              | Szedegetem            |
| 6.  | Mathilda                                   | Éjfél után            |
| 7.  | Pa-dö-dő                                   | Költözködni jó        |
| 8.  | Satyi és a Csókállók (Révi Sándor "Sunny") | A szerelem történelem |
| 9.  | Sipos F. Tamás                             | Nincs magyarázat      |
| 10. | Sugár Berci                                | Az első szerelem      |
| 11. | Szűcs Judith                               | Mindennap elhagytál   |
| 12. | Szya                                       | Hm, de ciki           |
| 13. | Végvári Ádám                               | Balatoni emlék        |

## Díjazottak
| Díj                       | Előadó                                                 | Dal                                                    | Zene és szöveg                                         |
| ------------------------- | ------------------------------------------------------ | ------------------------------------------------------ | ------------------------------------------------------ |
| 1. díj                    | Besenyő Blues Band                                     | Szivatódal                                             |                                                        |
| 2. díj                    | Sugár Berci                                            | Az első szerelem                                       | Várkonyi Mátyás–Szigeti Edit                           |
| 3. díj                    | Mathilda                                               | Éjfél után                                             | Lippényi Gábor                                         |
|                           |                                                        |                                                        |                                                        |
| Legjobb dalszöveg díj     | Muck Ferenc Besenyő Blues Band Szivatódal című daláért | Muck Ferenc Besenyő Blues Band Szivatódal című daláért | Muck Ferenc Besenyő Blues Band Szivatódal című daláért |
| Legjobb zeneszerzői díj   | Lippényi Gábor Mathilda Éjfél után című daláért        | Lippényi Gábor Mathilda Éjfél után című daláért        | Lippényi Gábor Mathilda Éjfél után című daláért        |
| A Rákóczi Kiadó különdíja | Déja Vu együttes Pas, je ne sais pas című dala         | Déja Vu együttes Pas, je ne sais pas című dala         | Déja Vu együttes Pas, je ne sais pas című dala         |
| Közönségdíj               | Sipos F. Tamás a Nincs magyarázat című daláért         | Sipos F. Tamás a Nincs magyarázat című daláért         | Sipos F. Tamás a Nincs magyarázat című daláért         |

## Érdekességek
- A Besenyő Blues Band tagjai: a fúvós szekcióban[m 2] Elek István és Muck Ferenc (szaxofon), Pados Zoltán (harsona), Mákó Miklós, Galyas László és Csizmadia Gábor (trombita). Továbbá: Köves Miklós "Pinyó" (dob), Zsoldos Tamás és Fekete Tibor Samu (basszusgitár), Papp Gyula (billentyűs), Marschalkó Zoltán (gitár), Majsai Gábor (ének), Király Éva (vokál).[19]